# Finsocial
Finsocial ou Vila Finsocial é um bairro periférico localizado no município de Goiânia, capital de Goiás, na Região Noroeste da cidade.
Segundo dados do censo do IBGE em 2010, é o décimo terceiro bairro mais populoso do município, contando uma aglomeração de cerca de dezesseis mil pessoas.
O local se caracteriza por ser uma região de grande criminalidade e exclusão social da capital.